# 2018年热带风暴卡洛塔
热带风暴卡洛塔属中等强度热带气旋，在墨西哥中部和西南部多个州引发洪灾。卡洛塔源自瓦解的热带辐合带，是2018年太平洋飓风季第三个获命名的风暴。6月12日，墨西哥以南数百英里海域发展出广阔的低气压区，到6月15日已增强成热带风暴。虽然外界环境有利，但气旋次日发展异常缓慢，最终导致系统强度不及预期。6月17日，卡洛塔在阿卡普尔科东南偏南仅50公里洋面达到最大持续风速每小时100公里，中心最低气压997毫巴（百帕，29.44英寸汞柱）的最高强度。接下来风暴开始因陆地和风切变影响减弱，当天就降级成热带低气压，并于6月19日退化成残留低气压，数小时后便完全消散。
面对风暴威胁，墨西哥南部沿海多地发布观察预警或警告。气旋一共导致三人死亡，其中阿瓜斯卡连特斯州两人，瓦哈卡州一人。阿瓜斯卡连特斯州、格雷罗州、米却肯州、瓦哈卡州、普埃布拉州以及尤卡坦半岛多地发生洪灾和山体滑坡，但整体而言卡洛塔造成的损失很小。

## 发展历程
热带风暴卡洛塔源自墨西哥南面海域瓦解的热带辐合带，并且有可能受到6月11日左右行经中美洲的东风波影响。6月12日，位于迈阿密的美国国家飓风中心发布消息，称墨西哥东南偏南数百英里洋面形成大范围低气压区。系统此后两天向北飘移，美国国家飓风中心保持监控。受上层强风影响，系统起初发展缓慢，但不久就出乎气象机构预料地在6月14日增强，气旋结构进一步改善，美国国家飓风中心于协调世界时下午18点将其升级成热带低气压，此时系统位于阿卡普尔科以南约220公里海域。气象机构此时预测墨西哥上空的中层高压脊会在次日减弱，因此热带低气压会进入存在弱转向气流的海域，但实际情况并非如此。气旋起初所在海域环境有利于强化，海面温度超过30°（86°），风切变在弱至中等强度，但系统强度在近18小时内的变化幅度很小。气旋中心重整所在洋面比气象部门预测更偏北面，距陆地更近，热带低气压在海上停留的时间短于预期，美国国家飓风中心因此认为风暴的增强速度也会放慢。协调世界时6月15日下午18点左右，气旋强化成热带风暴并获名“卡洛塔”（Carlotta），此后约12小时强度基本保持不变。
6月16日清晨，朝东北移动的卡洛塔开始向东南偏移，并在六小时后完成转向。早上六点左右，风暴在墨西哥近海基本停止移动并开始再度增强。不久，气旋整体开始朝北行进。此后12小时，系统结构基本不变，6月17日凌晨0点，卡洛塔在阿卡普尔科东南偏南仅50公里近海达到最大持续风速每小时100公里，中心最低气压997毫巴（百帕，29.44英寸汞柱）的最高强度。美国国家飓风中心此时指出，风暴结构已有显著改善，风眼更集中，风眼墙也更对称。此后，气旋开始向西北移动，并在陆地及北向风切变逐渐增多的影响下减弱。6月17日下午18点左右，卡洛塔已经持续数小时没有层次分明的深层对流，美国国家飓风中心为此将其降级成热带低气压。次日风暴继续弱化，于6月19日凌晨0点消退成残留低气压，并且上层环流不久后就完全解体，仅有下层和中层残留向西南方向飘移，最终于早上6点左右在曼萨尼约和锡瓦塔内霍间的墨西哥近海完全消散，自始至终没有登陆。

## 防灾措施和影响
6月14日晚21点，墨西哥政府向格雷罗州特克潘-德加莱阿纳（Tecpan de Galeana）至蓬塔马尔多纳多（Punta Maldonado）间地区发布热带风暴观察预警，并于六小时后升级成热带风暴警告。次日下午15点，热带风暴警告生效范围延伸至查卡瓦泻湖。六小时后，特克潘-德加莱阿纳至阿卡普尔科以西地区的警告中止。6月17日凌晨3点，热带风暴警告范围又向阿卡普尔科西面延伸至特克潘-德加莱阿纳，蓬塔马尔多纳多以东区域中止生效。上午9点，警告范围向西延伸到拉萨罗·卡德纳斯，同时特克潘-德加莱阿纳以东地区中止生效。卡洛塔减弱成热带低气压后，上述警告于当天下午18点中止。

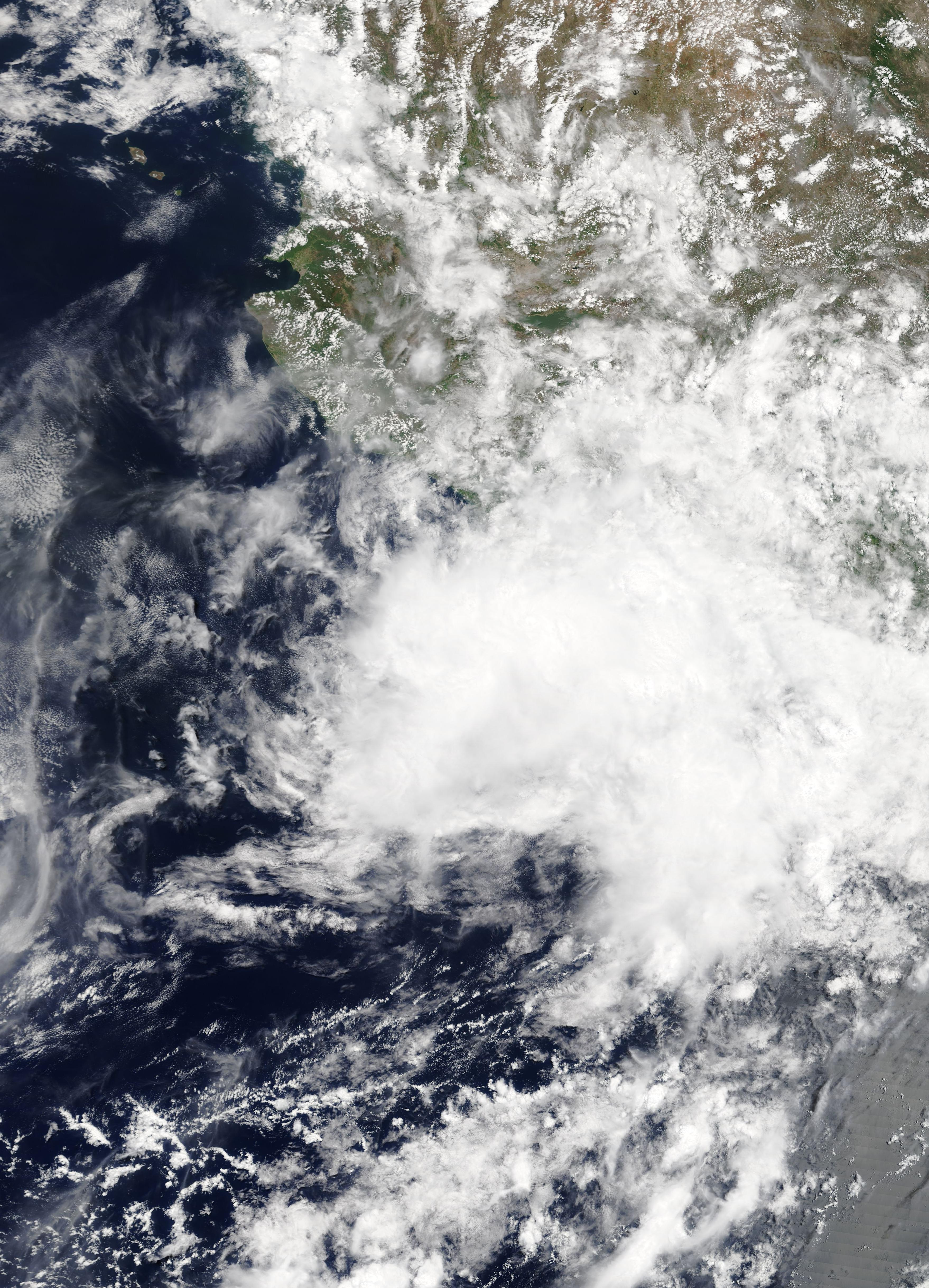
6月18日，热带低气压卡洛塔在墨西哥南岸近海逐渐减弱。

风暴在墨西哥南部多地引发洪灾，其中包括阿瓜斯卡连特斯州、格雷罗州、米却肯州、瓦哈卡州、普埃布拉州和尤卡坦半岛。尤卡坦半岛受到卡洛拉、东风波及另一个低气压天气系统三重影响，降雨量达70至400毫米不等，引发严重洪灾。位于提兹米恩市镇（Municipio de Tizimín）的波波那警局被淹，政府启动DN-III-E计划（DN-III-E Plan）协调救灾，该计划旨在协调搜救工作和救灾援助。
瓦哈卡州一名29岁男子被洪水卷走后溺毙，渔民在距海岸约20公里近海发现他的尸体。面对风暴逼近，安赫尔港（Puerto Ángel）、埃斯孔迪多港和瓦图尔科（Huatulco）的港口关闭，捕鱼作业也予暂停。大量降水引发多地山体滑坡。格雷罗州整体遭受的破坏很小。科斯塔奇卡（Costa Chica）地区一处海滩有多户简易民居因风暴受损，至少80户人家的捕鱼用具毁坏。特克潘-德加莱阿纳、锡瓦塔内霍和佩塔特兰（Petatlán）共有42户民居被洪水淹没。包括阿卡普尔科在内的多个市镇共有138棵树倒塌。阿卡普尔科一家医院的窗户受损，四人受伤。此外，风暴还造成32个社区停电，九幢房屋的屋顶被掀，11条道路坍塌。普埃布拉州的提瓦坎有多户民宅及商铺被淹，许多树木倒塌，车辆受困，附近一条州级公路和桥梁坍塌，多个城镇间交通中断。
米却肯州多个沿海城市洪水泛滥，梅尔乔奥坎波（Melchor Ocampo）降雨量最高，达285毫米，拉维利塔（La Villita）和普莱萨拉维利塔（Presa La Villita）分别测得211和195毫米降水，阿卡尔坎河（Acalpican River）因雨水泛滥成灾。蒂基切奥市镇附近一条河流泛滥，十幢房屋被淹。米却肯州风暴期间共开设35个临时庇护所，全州保险索赔总额达1.56亿墨西哥比索（相当于760万美元）。
受气旋影响，阿瓜斯卡连特斯州基础设施受损，阿瓜斯卡连特斯市间接有两人丧生。雨水淹没街道，卷走车辆，多人需要外界救援。水位上升导致两名女子被困车中，最终死于一氧化碳中毒。市内降雨量为57毫米，致使排水系统瘫痪，12幢房屋被淹，另有12棵树倒塌。州内出现海龙卷风，政府部门告诫民众，暴雨可能导致西达佐大坝出现险情，但最终只是虚惊一场。